# Pic d'Orhy
Pic d'Orhy (francuski), također Ori ili Orhi na španjolskom i baskijskom, je planina na granici Navare i Zuberoa, u Pirenejima, a visoka je 2017 metara. To je najzapadniji vrh iznad 2000 metara u cijelom gorju.
Planina je vrlo važna u baskijskoj mitologiji. Njegove travnate padine koriste se kao pašnjaci.

## Vanjske poveznice
|  | Zajednički poslužitelj ima još gradiva o temi Pic d'Orhy |